# Поронайск (станция)

Схема Сахалинской железной дороги на лето 2020

Поронайск — железнодорожная станция Сахалинского региона Дальневосточной железной дороги. Названа по одноимённому городу.

## История
Станция открыта в 1936 году в составе пускового участка Макаров — Поронайск. До 1944 года — самая северная станция на Сахалине.
20 августа 1945 года станция освобождена советскими войсками.
До 1980-х годов по станции производилась смена направления движения поездов. В 1980-е годы был построен новый железнодорожный вокзал, позволивший спрямить железнодорожную линию Корсаков — Ноглики, но от старой линии сохранился участок, по которому тепловозы заходят в оборотное депо Поронайск.

## Описание
Станция состоит из семи путей, все неэлектрифицированные. У первого пути расположена низкая посадочная платформа с вокзалом. Также на территории станции грузовой терминал. В километре от станции расположено оборотное депо, предназначенное для техобслуживания тепловозов ТГ16.

## Деятельность
По параграфу станция способна осуществлять небольшие грузовые отправления со складов и на открытых площадках, приём/отправку контейнеров массой до 5 тонн, а также продажу пассажирских билетов. На станции останавливаются все пассажирские поезда, курсирующие между Южно-Сахалинском, Тымовском и Ногликами. В летний период назначается пригородный поезд до Победино. На конец сентября 2015 года также раз в сутки ходит пригородный поезд Поронайск — Тихая.

## Изображения

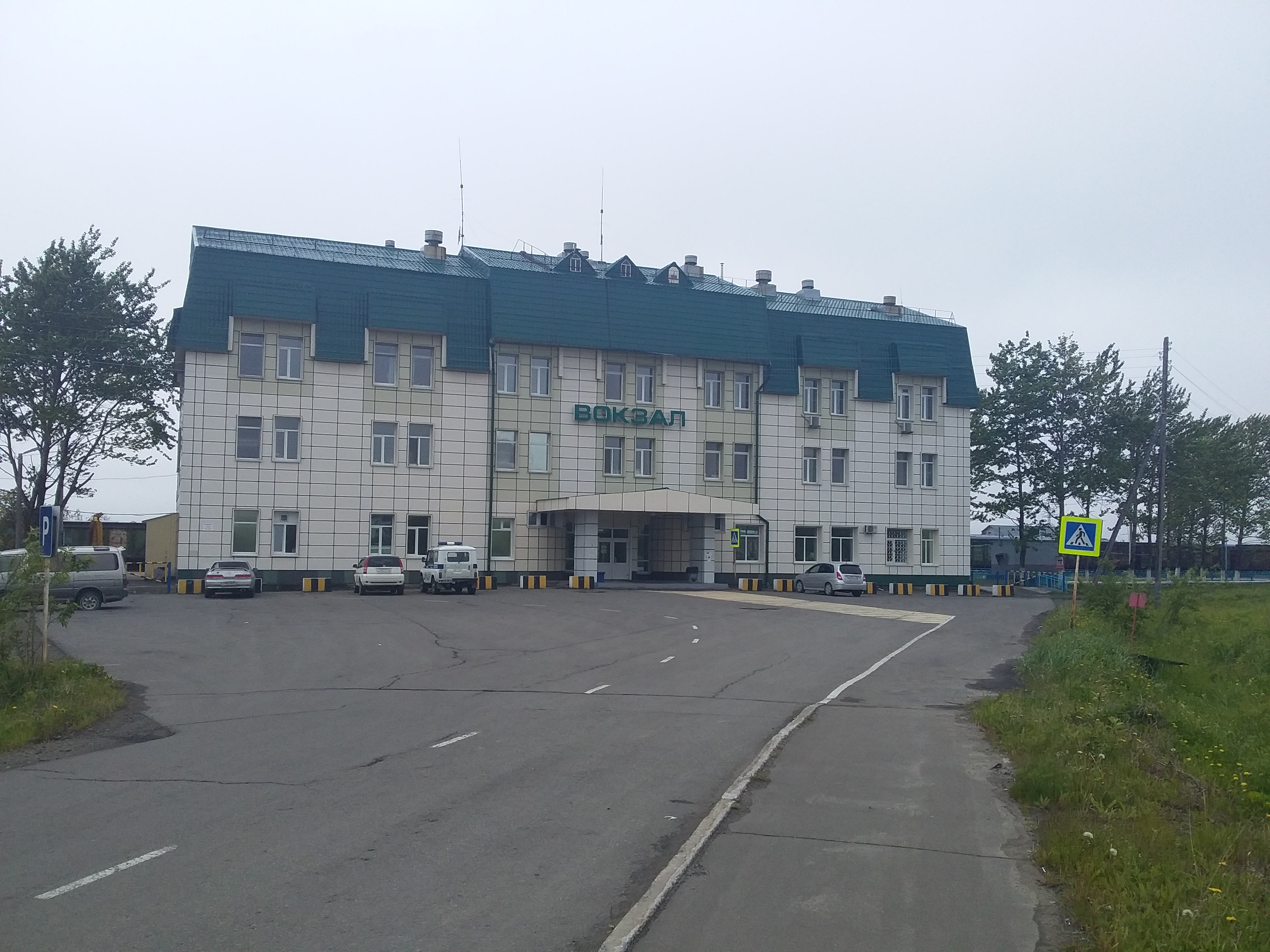
Со стороны привокзальной площади
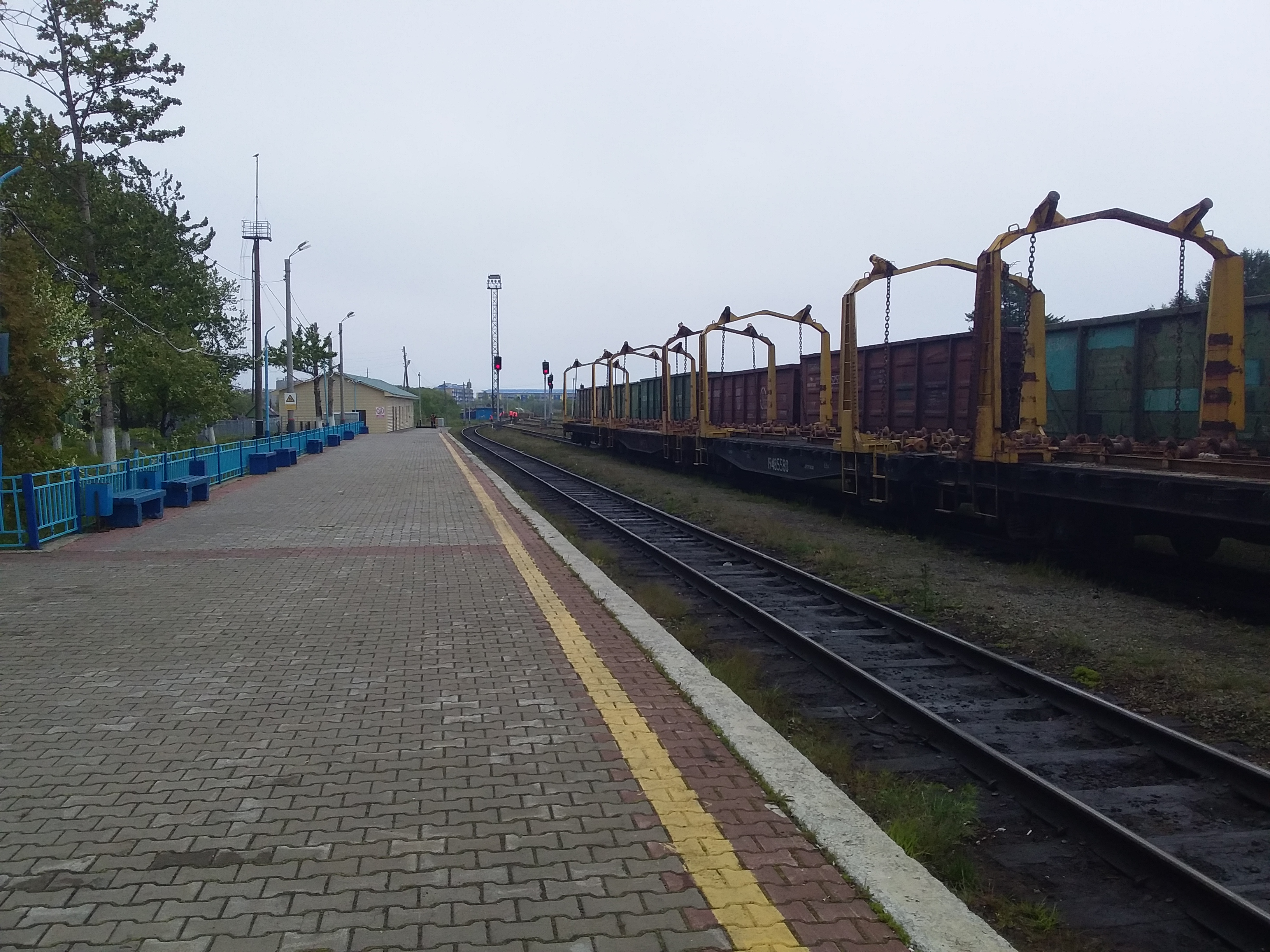
В сторону Южно-Сахалинска
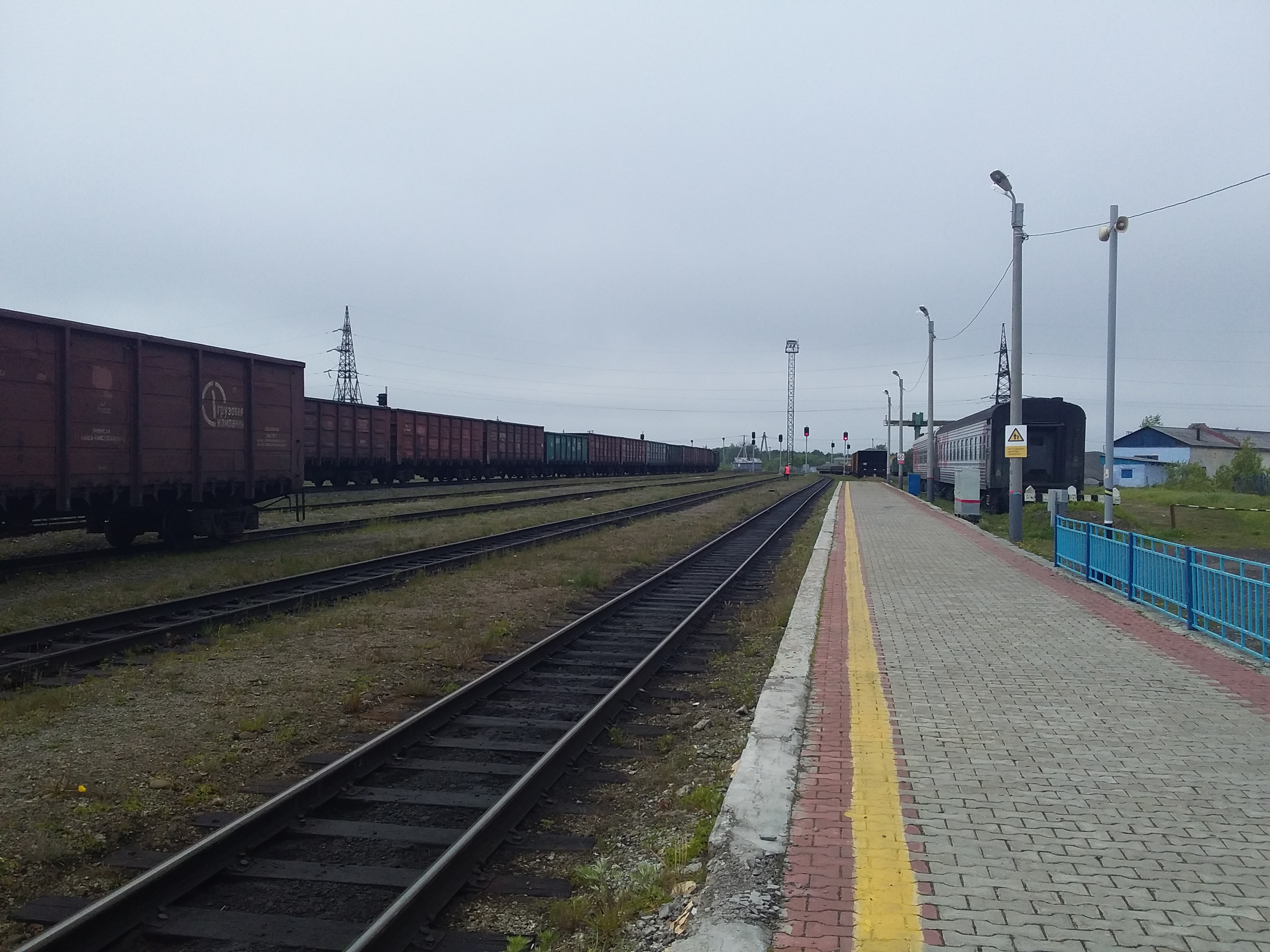
В сторону Ногликов